# تعلیق

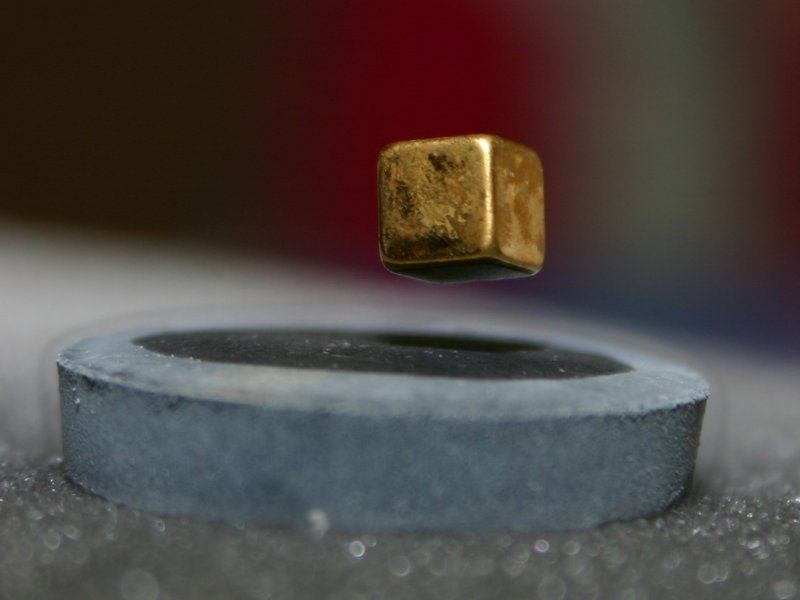
یک آهنربای مکعبی که روی یک ماده ابررسانا معلق است (این پدیده با عنوان اثر مایسنر شناخته می‌شود)

شناوری یا تعلیق فرایندیست که در آن یک جسم بدون حمایت مکانیکی در یک موقعیت پایدار معلق نگه داشته می‌شود.

## تعلیق مغناطیسی

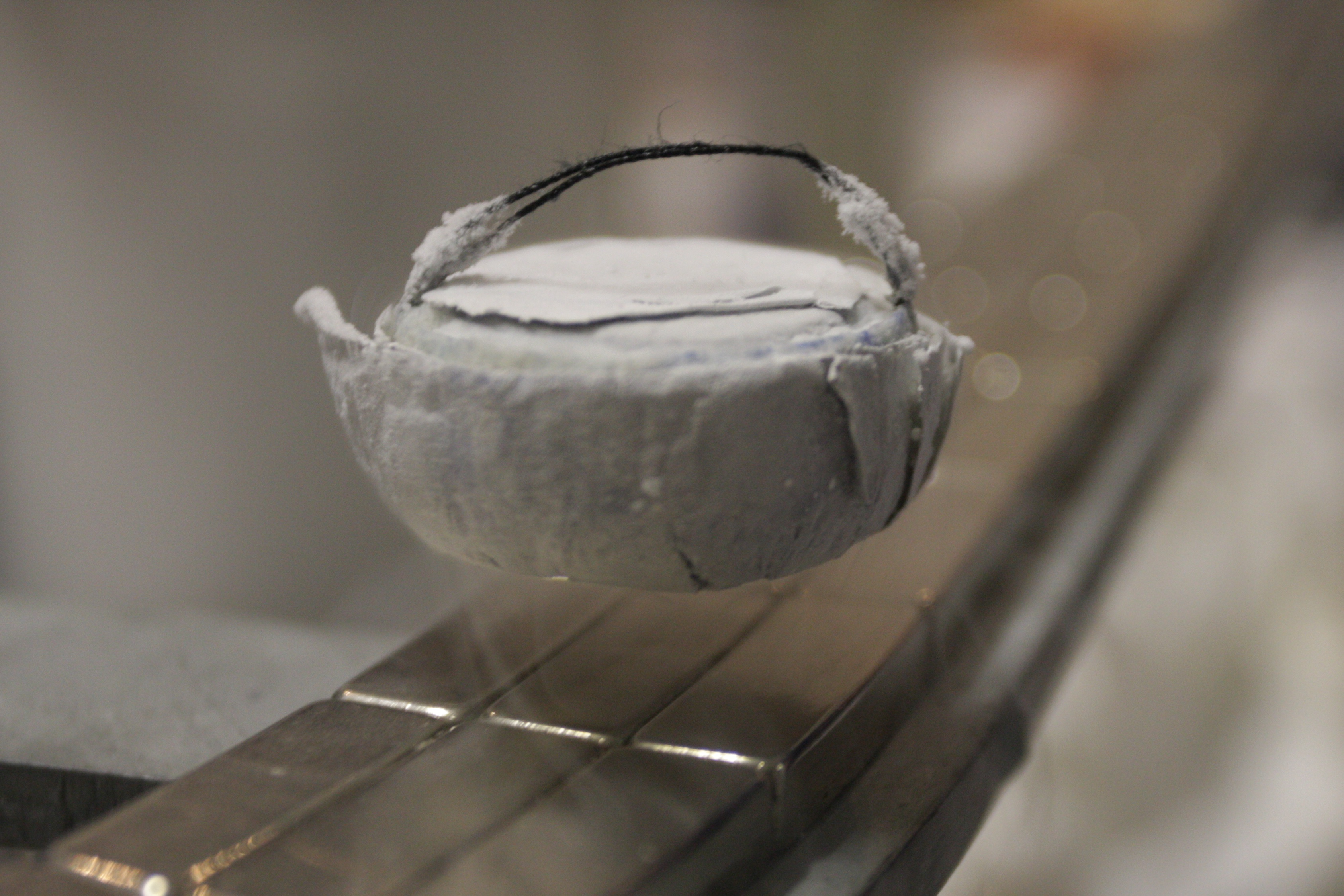
یک ابررسانای دما بالا بر روی یک آهن‌ربا شناور مانده‌است.

تعلیق مغناطیسی شایع‌ترین پرکاربردترین شکل تعلیق است.

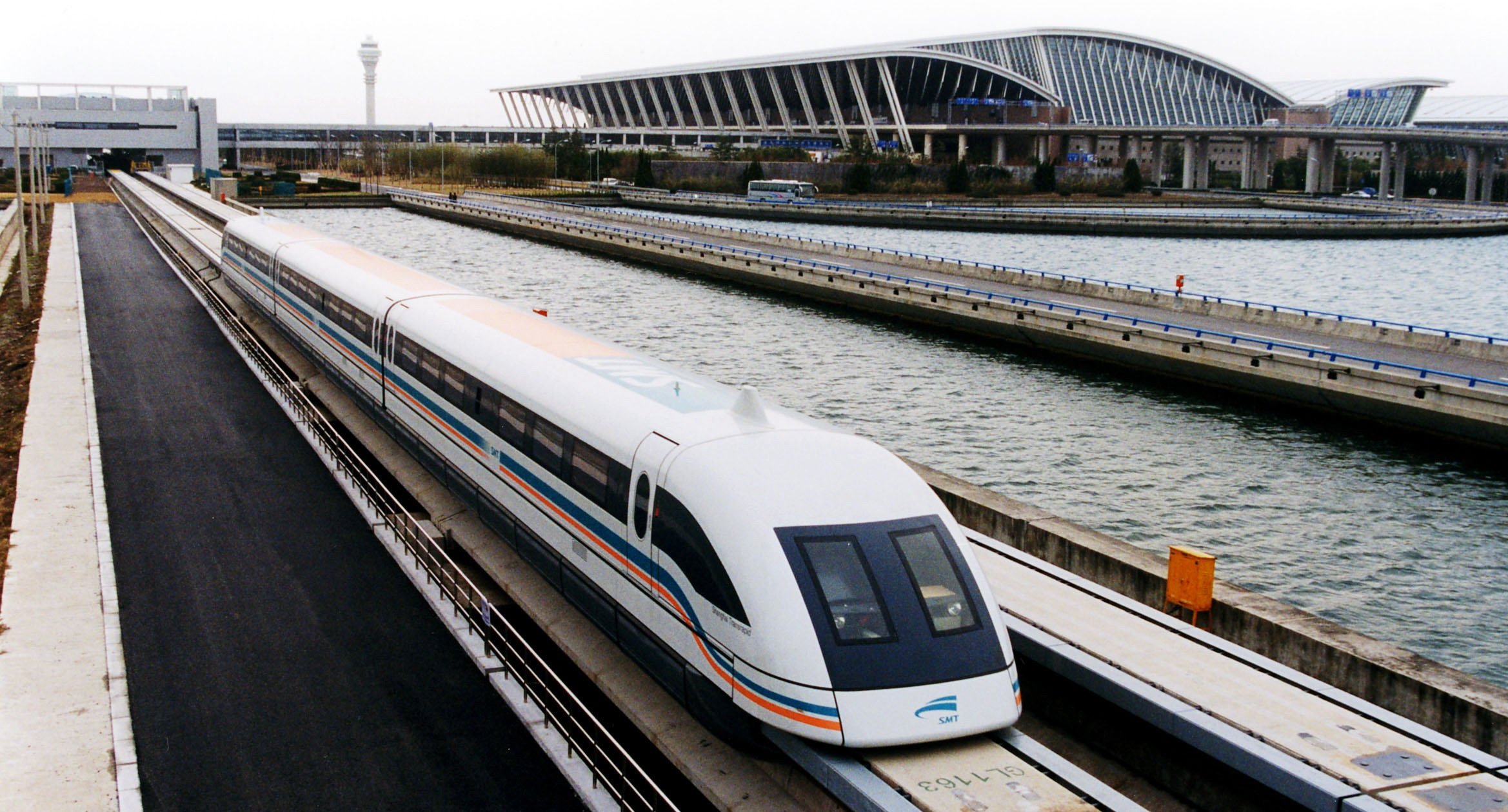
قطار مغناطیسی یا مگلو (maglev) که از فرودگاه بین‌المللی شانگهای پودونگ خارج می‌شود اولین خط تجاری پرسرعت با قطارهای مگلو در جهان می‌باشد.

## تعلیق الکترواستاتیک
در تعلیق الکترواستاتیک یک میدان الکتریکی برای مقابله با نیروی گرانشی استفاده می‌شود.